# Каштановий Гай (пам'ятка природи)
Кашта́новий Гай — ботанічна пам'ятка природи місцевого значення в Україні. Розташована в межах Ужгородського району Закарпатської області, на захід від села Лінці. 
Площа 1 га. Статус надано згідно з рішенням облвиконкому від 18.11.1969 року № 414, і від 23.10.1984 року № 253. Перебуває у віданні Киблярівської сільської ради. 
Статус надано з метою збереження давніх насаджень каштана їстівного.

## Галерея

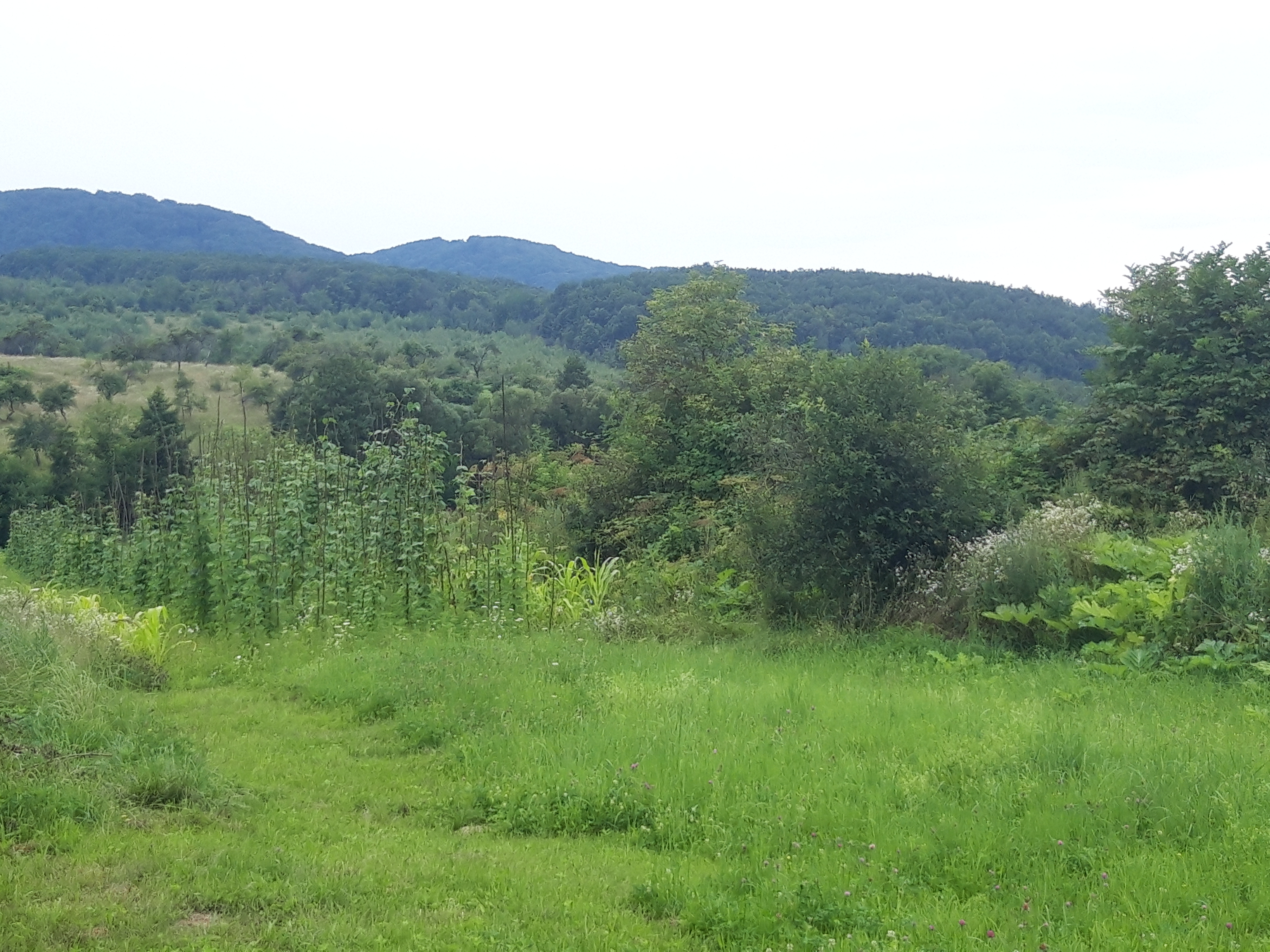
Каштановий гай на вершині гори
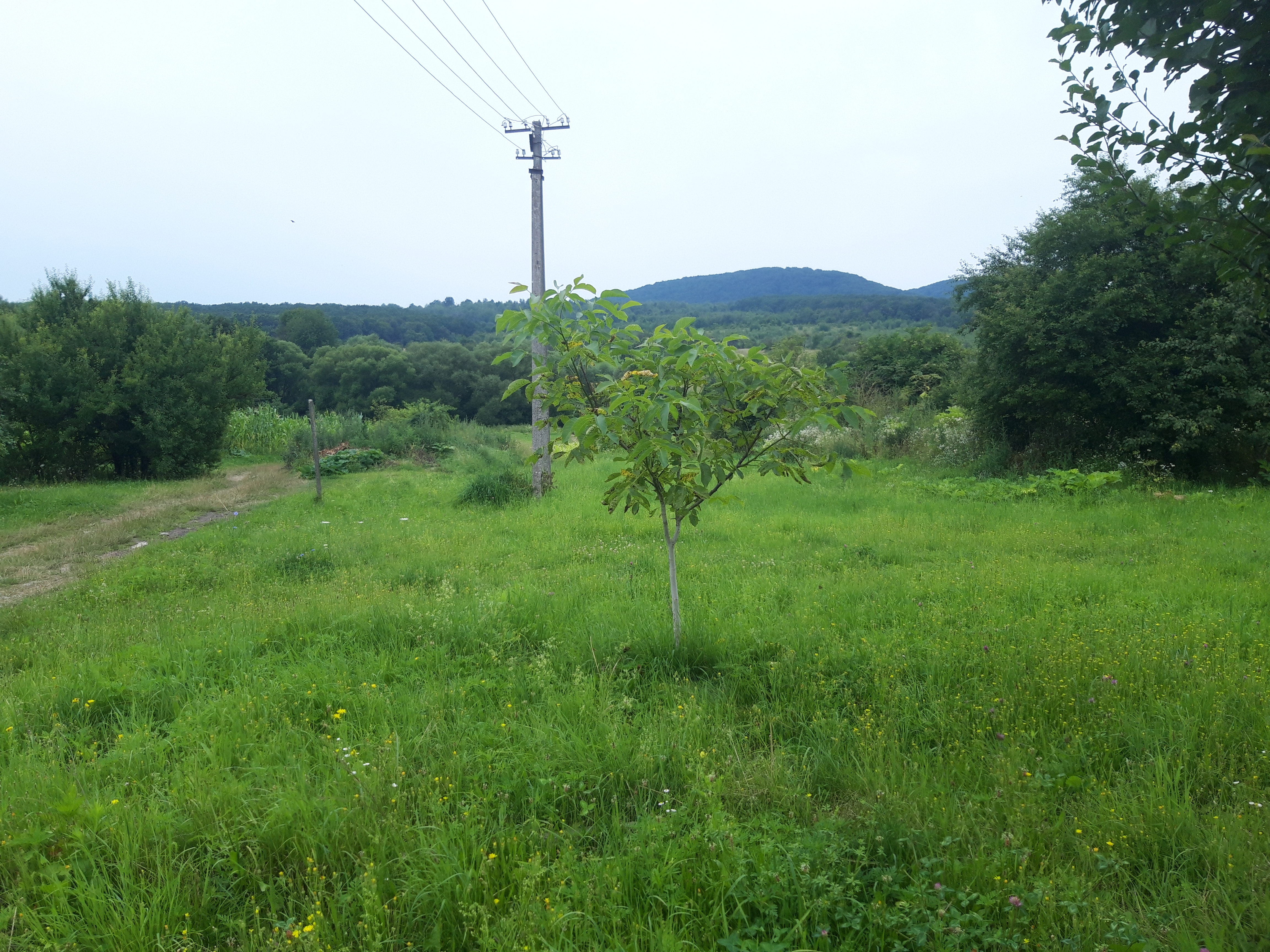
Гора в Лінцях, на вершині якої знаходиться каштановий гай